# Ehrenmal für die Gefallenen der Flakartillerie

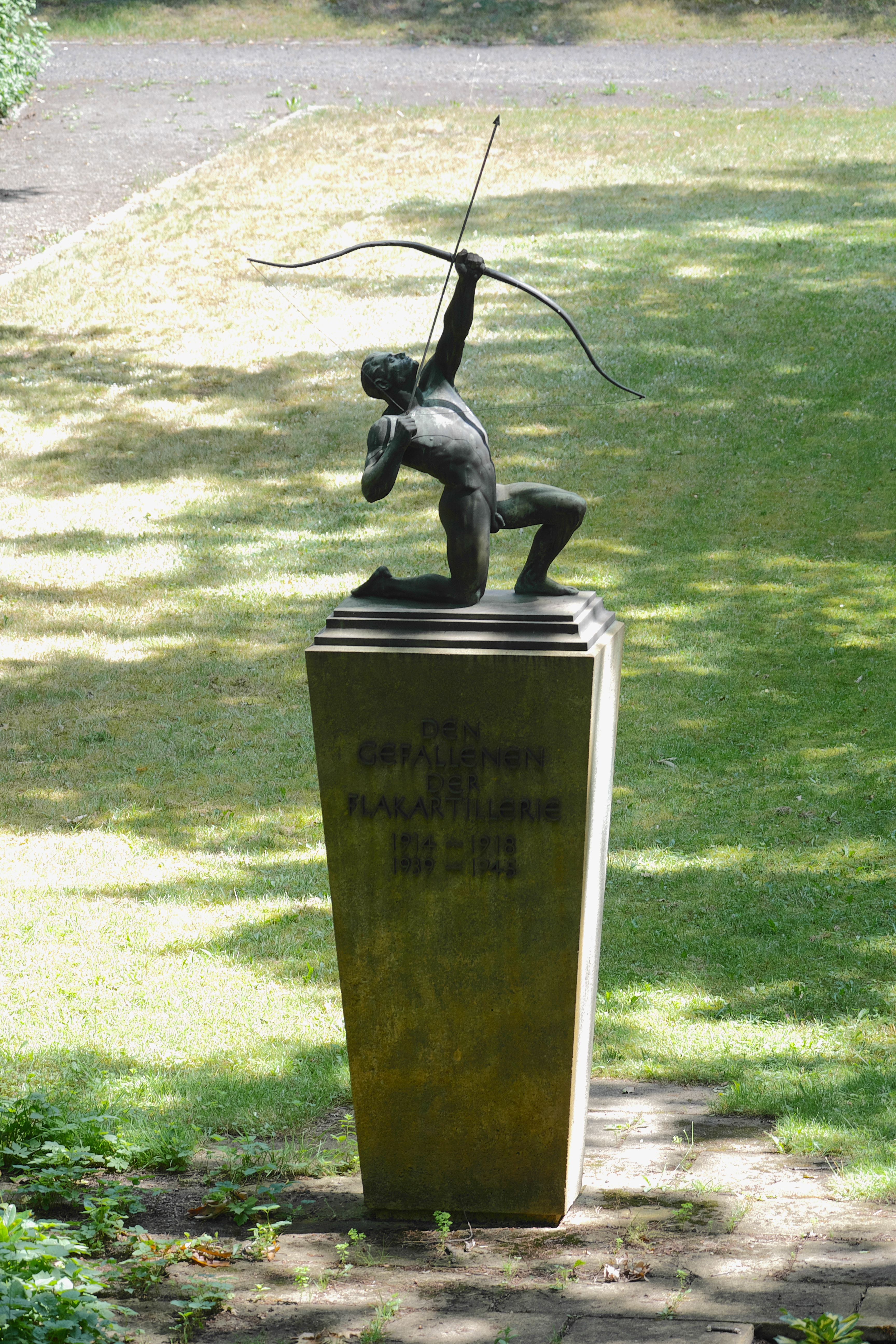
Felix Kupsch: Den Gefallenen der Flakartillerie (1934/1957)

Das Ehrenmal für die Gefallenen der Flakartillerie befindet sich in Berlin und steht seit 1957 auf dem Friedhof Steglitz in der Bergstraße, Abteilung D IV. Es wurde von dem Dahlemer Bildhauer Felix Kupsch geschaffen. Es stellt einen nackten knienden Bogenschützen dar, der in den Himmel zielt.

## Geschichte
Das Denkmal wurde am 5. Mai 1933 im Emmichblock, der alten Kraftfahrerkaserne an der Marienfelder Straße/Ecke Emmichstraße (heute: Malteserstraße), feierlich enthüllt. Es sollte die gefallenen Flakartilleristen des Ersten Weltkriegs ehren.
Das Regiment wurde 1934 in Flakregiment 12 umbenannt und 1941 mit auf den Russlandfeldzug abkommandiert. Am 2. November 1942 wurde das I./12 bei Stalingrad zusammen mit der 6. Armee eingekesselt und ging dort am 31. Januar 1943 fast vollständig unter. Unterdessen wurde in der Heimat der Emmichblock bombardiert. Die Kaserne sowie das Denkmal werden dabei 1943 schwer beschädigt.
Nach dem Zweiten Weltkrieg vereinten sich überlebende Soldaten im RK06 (Reservistenkommando der 6. Armee) und beschlossen, das Denkmal restaurieren zu lassen. Da der Emmichblock nun eine Polizeikaserne war, suchten sie einen neuen Platz und fanden ihn auf einem aufgelassenen Gräberfeld gegenüber dem Gedenkstein für die gefallenen Kriegsteilnehmer aus Berlin-Steglitz. Der Sockel wurde um eine Zeile zum Gedenken an die gefallenen Kameraden des Zweiten Weltkriegs erweitert.
Waren früher häufiger Versammlungen am Denkmal angesetzt – unter anderem unter Teilnahme des ehemaligen Flaksoldaten und späteren Bundespräsidenten Karl Carstens oder des ehemaligen Flaksoldaten und späteren Bundeskanzlers Helmut Schmidt – so wird bis heute wenigstens ein fester Termin von den wenigen noch Überlebenden eingehalten: Der Stalingradtag, also der letzte Sonntag im Januar oder der erste im Februar, zur Erinnerung an den Tag der Kapitulation der 6. Armee am 31. Januar 1943.

## Galerie

Ehrenmal für die Gefallenen der Flakartillerie
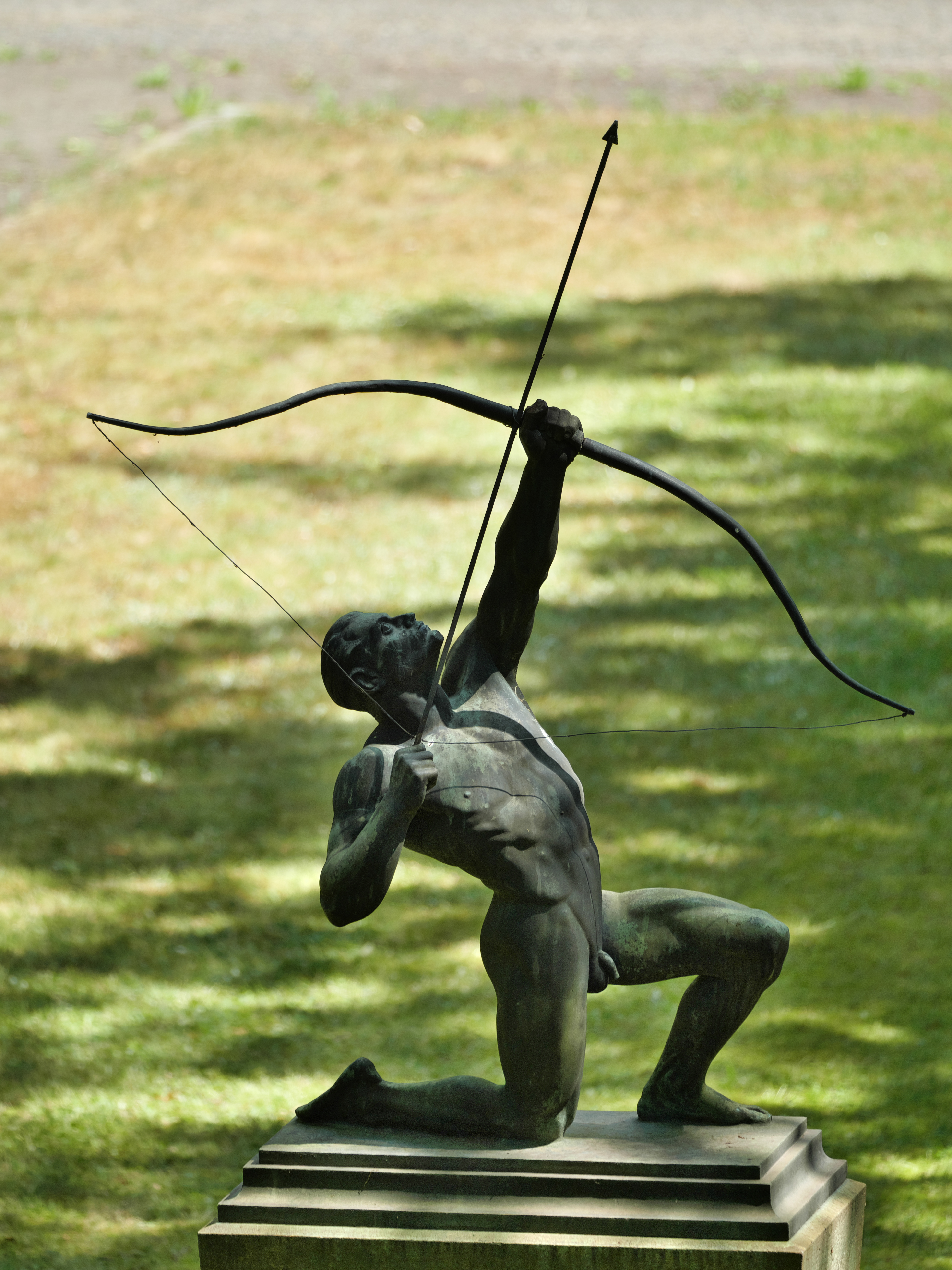
Ansicht von Westen
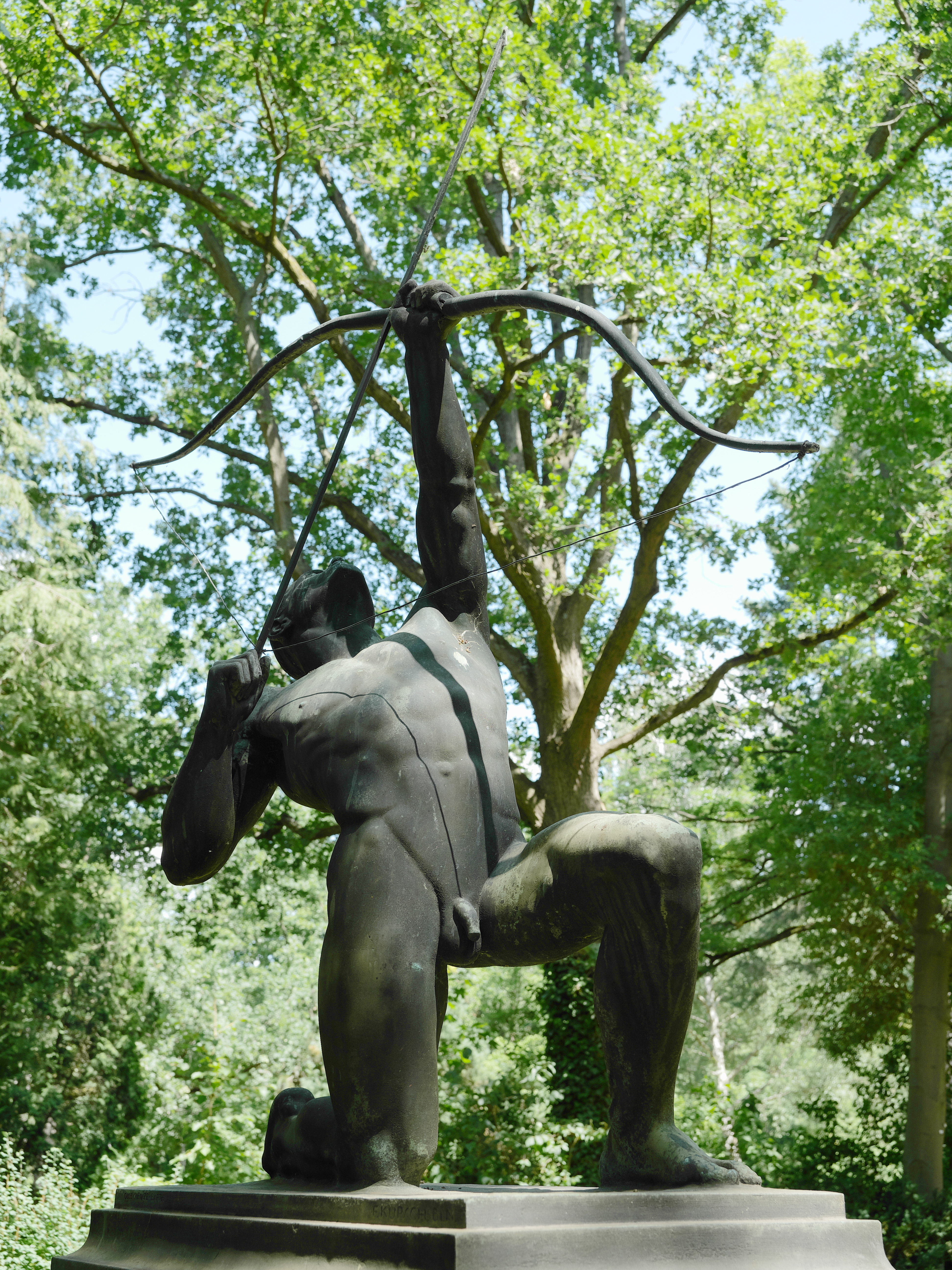
Ansicht von Südwesten
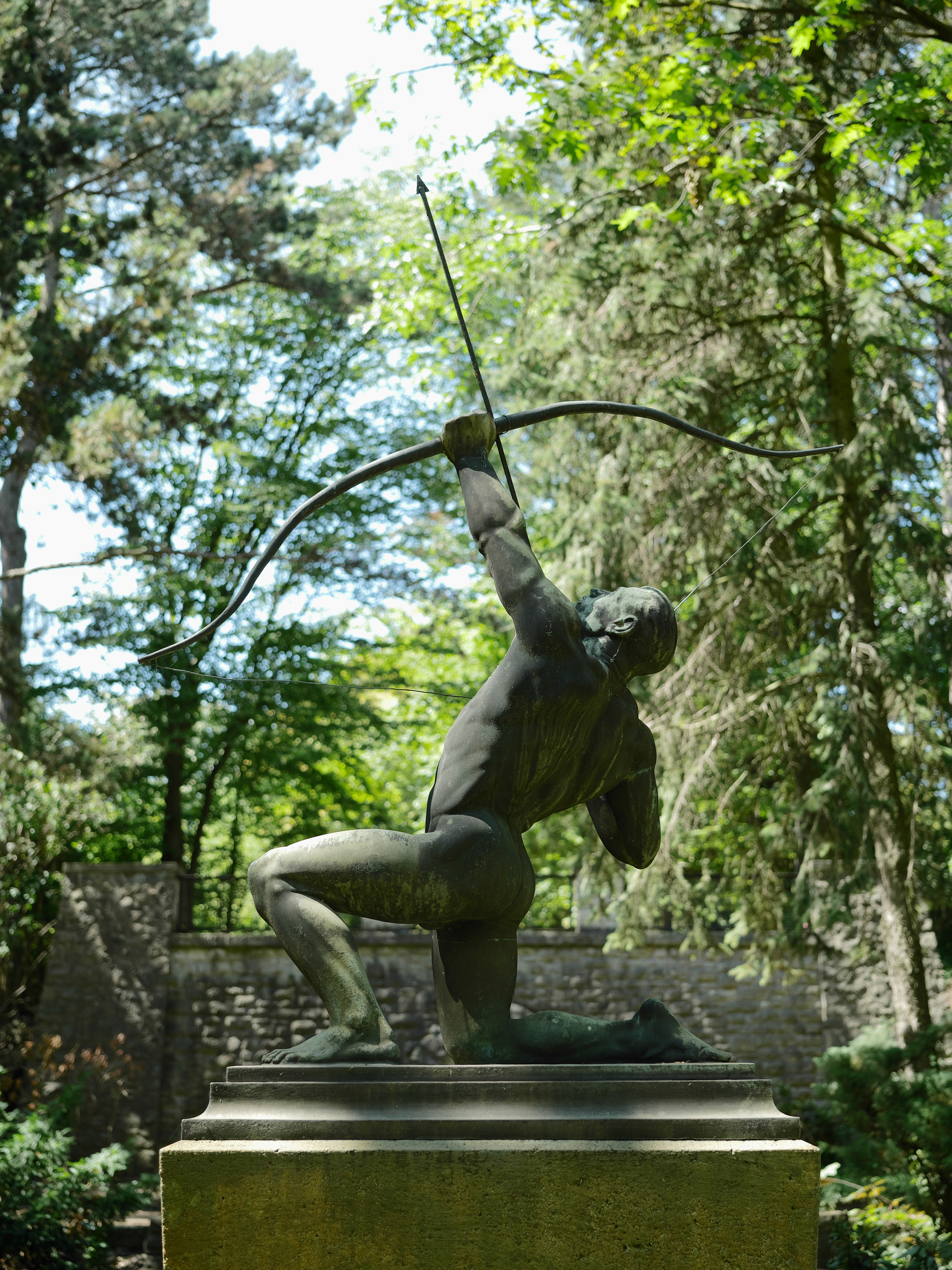
Ansicht von Osten
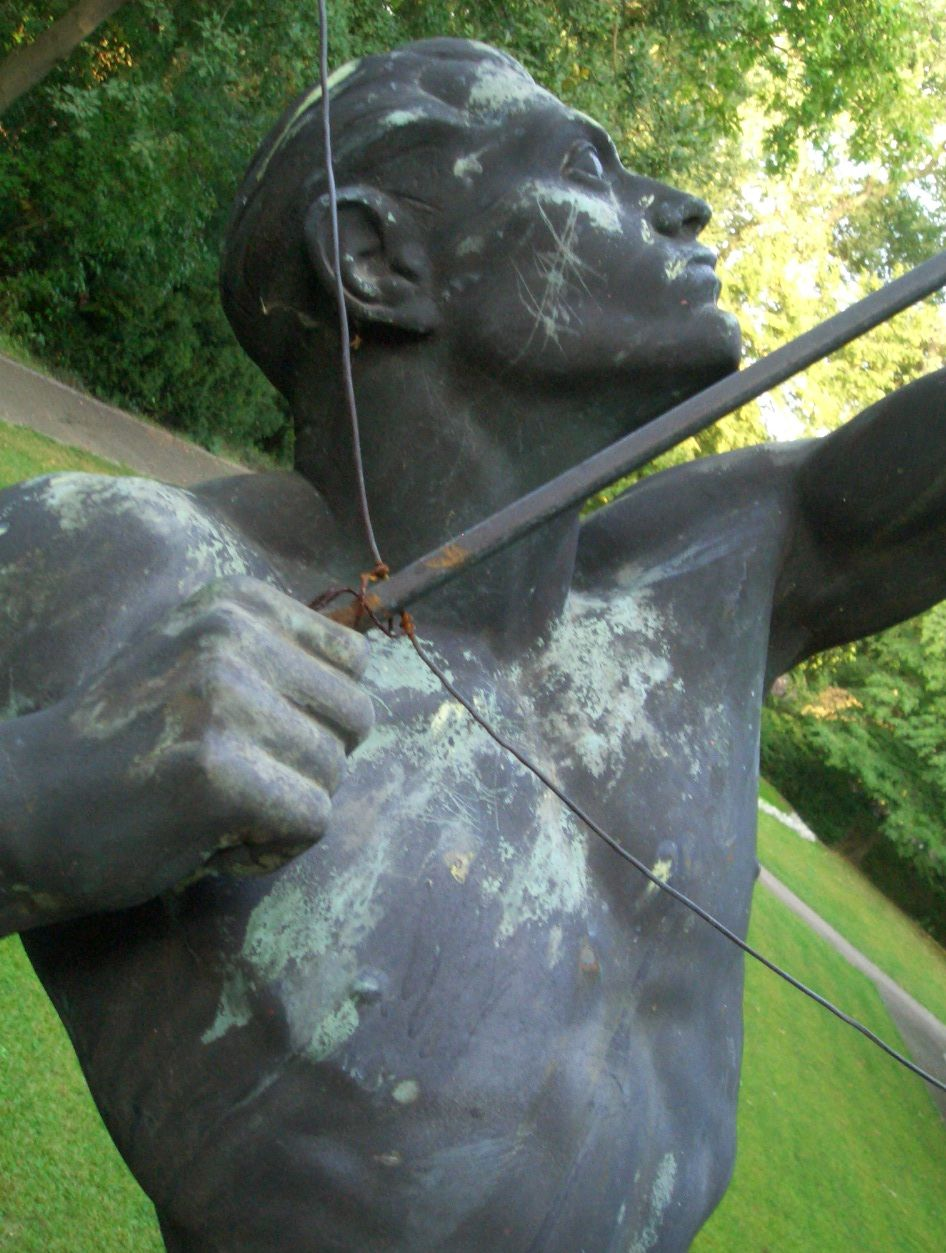
Detailansicht